# Rajd Austrii 1966
Rajd Austrii 1966 (37. Int. Österreichische Alpenfahrt) – 37 International Österreichische Alpenfahrt, rajd samochodowy rozgrywany w Austrii od 12 do 15 maja 1966 roku. Była to piąta runda Rajdowych Mistrzostw Europy w roku 1966. Rajd został rozegrany na nawierzchni szutrowej i asfaltowej.

## Klasyfikacja rajdu
| Miejsce                      | Kierowca                     | Pilot                        | Samochód                     | Czas                         | Strata                       |
| Klasyfikacja generalna i ERC | Klasyfikacja generalna i ERC | Klasyfikacja generalna i ERC | Klasyfikacja generalna i ERC | Klasyfikacja generalna i ERC | Klasyfikacja generalna i ERC |
| ---------------------------- | ---------------------------- | ---------------------------- | ---------------------------- | ---------------------------- | ---------------------------- |
| 1.                           | Paddy Hopkirk                | Ronald Crellin               | Morris Mini Cooper S         |                              | -                            |
| 2.                           | Günther Wallrabenstein       | Ernst Otto Müller            | Porsche 911                  |                              |                              |
| 3.                           | Alfred Burkhardt             | Otto Koch-Bodes              | Ford Taunus 20M TS           |                              |                              |
| 4.                           | Herbert-Ernst Kleint         | Günther Klapproth            | Ford Taunus 17M              |                              |                              |
| 5.                           | A. A. Buchbauer              | Gerald Brandstetter          | Renault 8 Gordini            |                              |                              |
| 6.                           | Helmut Klomfar               | Ernst Marquart               | Volvo 122 S                  |                              |                              |
| 7.                           | Václav Bobek                 | Vojtěch Rieger               | Škoda 1000 MB                |                              |                              |
| 8.                           | Gernot Fischer               | Franz Mauerhofer             | MG B                         |                              |                              |
| 9.                           | Alfred Gaberszik             | Gustav Gaberszik             | Saab 96 Sport                |                              |                              |
| 10.                          | Oldřich Horsák               | Miroslav Fousek              | Škoda 1000 MB                |                              |                              |